# ミダス王の棺
『ミダス王の棺』(ミダスおうのひつぎ、原題：The Midas Coffin) (1975) はインクィジター・シリーズの第5作目。シリーズ中最もお色気シーンが多い。
原作者はサイモン・クイン。

## ストーリー
ネスコー司教が失踪し彼の部屋には去勢した男の遺体が残されていた。
インクィジターのキリーは司教の足取りを追ってソ連国内に潜入する。
そして謎の女性マーリャと出会いデートを重ねるのだが、彼女は去勢者のみで作られた宗教団体のメンバーだった。
事件を追ううちキリーは金塊強奪に加担することになる。

## 登場人物
フランク・キリー
異端審問官（インクィジター）
チェルラ
キリーの上司。
マリオ
異端審問官。キリーいわくマントヒヒなみの知性を持つ男。
ネスコー
司教
マーリャ
謎の女性
ジェームズ・カーリン
キリーのもと同僚。